# Liste der Monuments historiques in Lourches
Die Liste der Monuments historiques in Lourches führt die Monuments historiques in der französischen Gemeinde Lourches auf.

## Liste der Bauwerke
| Bezeichnung                 | Beschreibung   | Standort                    | Kennzeichnung | Schutzstatus | Datum | Bild           |
| --------------------------- | -------------- | --------------------------- | ------------- | ------------ | ----- | -------------- |
| Denkmal für Charles Mathieu | 1901 errichtet | Square du 8-Mai-1945 (Lage) | PA59000149    | Inscrit      | 2009  | weitere Bilder |